# Aéroport de Ganzhou Huangjin
Ne doit pas être confondu avec Aéroport international de Canton Baiyun.
L'aéroport de Ganzhou Huangjin (code IATA : KOW • code OACI : ZSGZ) est un aéroport desservant la Ville-préfecture de Ganzhou dans la province du Jiangxi, en Chine. L'aéroport est situé dans la ville de Fenggang dans le district de Nankang, une Ville-district sous administration de Ganzhou, à 16 kilomètres du centre-ville de Ganzhou.
L'aéroport a été construit pour un montant de 520 million yuan afin de remplacer l'ancien aéroport du même nom. Après le dernier vol de l'ancien aéroport le 25 mars 2008, toutes les activités ont été transférées vers le nouvel aéroport le jour d'après.

## Installations
L'aéroport dispose d'une piste de 2 600 mètres de long sur 45 mètres de large, d'un terminal de 7 186 m2 et d'un tarmac de 36 000 m2 de 5 places. L'aéroport a été étudié pour gérer une capacité d'accueil annuelle de 500 000 passagers, 3 000 tonnes de fret et 6 200 mouvements d'appareils.

## Compagnies aériennes et destinations
| Compagnies              | Destinations                                         |
| ----------------------- | ---------------------------------------------------- |
| Air China               | Pékin-Capitale                                       |
| China Eastern Airlines  | Qingdao-Jiaodong, Shanghai-Hongqiao, Shanghai-Pudong |
| China Southern Airlines | Pékin-Capitale, Canton-Baiyun, Shenzhen-Bao'an       |
| GX Airlines             | Haikou, Nanchang-Changbei, Nanning                   |
| Lucky Air               | Hangzhou-Xiaoshan, Kunming-Changshui                 |
| Sichuan Airlines        | Chengdu-Shuangliu, Xiamen-Gaoqi                      |
| XiamenAir               | Chongqing-Jiangbei, Fuzhou-Chánglè                   |

Édité le 03/02/2018